# Ziba intersculpta
Ziba intersculpta is een slakkensoort uit de familie van de Mitridae. De wetenschappelijke naam van de soort is voor het eerst geldig gepubliceerd in 1870 door Sowerby.